# Mount Pleasant (Contea di Adams, Pennsylvania)
Mount Pleasant è una township degli Stati Uniti d'America, nella Contea di Adams, Pennsylvania. Secondo il censimento del 2010 la popolazione è di 4 693 abitanti.

## Società

### Evoluzione demografica
La composizione etnica vede una prevalenza della razza bianca (94,4%).